# Vitläppad savdaggfluga
Vitläppad savdaggfluga (Amiota albilabris) är en tvåvingeart som först beskrevs av Roth 1860.  Vitläppad savdaggfluga ingår i släktet Amiota och familjen daggflugor. Arten är reproducerande i Sverige. Inga underarter finns listade i Catalogue of Life.